# Astacus
Astacus è un genere di crostacei originario dell'Europa, della famiglia degli astacidi, cui appartengono le seguenti tre specie:
- Astacus astacus – Gambero di fiume[2]
- Astacus leptodactylus – Gambero di fiume turco[2]
- Astacus pachypus – Gambero ucraino